# Таламаска
Таламаска (лат. "talamasca" ("животињска маска")) је психоделични тренс музички пројекат из Париза, Француска. То је соло пројекат Седрика Дасула (Cedric Dassulle), такође познатог и као DJ Lestat. Lestat промовише музику Таламаске на журкама дуж својих путовања по целом свету. Он је свирао клавир више од 13 година и почео своју DJ каријеру године 1992. У 1995/1996. он је био резидент DJ у престижном Рекс клубу у Паризу. У исто то време на њега је утицала тренс музика коју је пуштао током журки и желео је да је прави и сам. 1996. је упознао остале суосниваче Стива Елија (Steve Eli) и Завијера де Галоја (Xavier de Galloy), који су у то време били хаус продуценти и имали свој сопствени музички студио. Одлучили су да заједно раде на тренс пројекту и основали Таламаску. Стив и Завијер су саветовали Седрика на све могуће начине, тако да је после шест трака могао да ради и сам, и од тад је направио преко сто трака издатих од стране најугледнијих кућа.
"Talamasca" на латинском значи „животињска маска“, и такође представља име тајног друштва психолошких детектива који су описани у књигама Ане Рајс. Такође је себе назвао Lestat, што је било име главног лика Вампирских хроника. DJ Lestat је прочитао ове књиге и одлучио да групу назове овим именом. У овим књигама, Таламаска укључује људе са моћима ума и то је разлог што се нова продуцентска кућа Таламаске зове Mind Control.
Lestat је веома енергичан, путује по целом свету и има много пријатеља међу осталим псајтренс извођачима. Он често ради са њима у разним пројектима. Lestat је продуцирао велики број трака са извођачима као што су Nomad, Oforia, Space Cat и Xerox. Група је такође учествовала у стварању Псајтренс издавачке куће 3D Vision заједно са Кристофом Друјеом (Christof Drouillet), DJ Mael-ом и Завијером Галојем.
Један од Таламаскиних најскоријих албума, Zodiac, је издат 2003. и остварио је велику популарност међу фановима психоделичног тренса. Албум се састоји од дванаест трака од којих је свака названа по различитом хороскопском знаку. Потом је издао свој четврти албум "Made in Trance", у сарадњи са другим француским извођачима.
Године 2004,, Таламаска је основао кућу "Mind Control Records", чије седиште је у Паризу.

## Дискографија

### Синглови
- 1999 "Sinaï/Halloween"[1] (3D Vision)
- 2001 "Genetik Monster"[2] (Moon Spirits Records)
- 2001 "Magnetic Fields"[3] (Spiral Trax International)
- 2005 "Illusion World"[4] (Arcadia Music) (Само у Јапану)

### Албуми
- 2000 Beyond the Mask[5] (3D Vision),
- 2001 Musica Divinorum[6] (Spiral Trax International)
- 2003 Zodiac[7] (3D Vision)
- 2004 Made in Trance[8] (Mind Control Records)
- 2007 Obsessive Dream[9] (Mind Control Records)
- 2009 Talamasca XSI-One[10] (Mind Control Records/Parabola Music)
- 2011 Talamasca & Mesmerizer - Make Some Noise (Mind Control Records)